# 博德納里夫卡 (古西亞京區)
49°1′53″N 26°11′30″E / 49.03139°N 26.19167°E
博德納里夫卡（烏克蘭語：Боднарівка），是烏克蘭的村落，位於該國西部捷爾諾波爾州，由喬爾特基夫區負責管轄，處於茲布魯奇河畔，始建於1532年，面積0.9平方公里，2001年人口130。